# Giuliano Teatino
Giuliano Teatino è un comune italiano di 1 122 abitanti della provincia di Chieti in Abruzzo.

## Geografia fisica
Sorge su un colle tra la Maiella e il mare Adriatico, tra i torrenti Venna e Dendalo, affluenti di destra del fiume Foro, su una superficie di 9,89 km², con il territorio compreso tra i 53 ed i 281 metri sul livello del mare. Il paese nuovo si articola lungo il regio tratturo (L'Aquila - Foggia) per circa una decina di chilometri.

## Origini del nome
La prima citazione risale al Medioevo, verso il 1320, quando il paese si chiamava Tullianum, in seguito, secondo un'ipotesi di Anton Ludovico Antinori, il nome del paese divenne Julianum indotto dalla pronuncia dei cittadini, si può ipotizzare inoltre che il nome Tullianum sia dovuto al fatto che in epoca romana, come provano alcuni ruderi romani in zona, vi fosse una colonia o la residenza della gens Tullia e successivamente della gens Julia, dalla quale il paese avrebbe avuto un onorifico nome gentilizio. In seguito, tra il XVI e XVII secolo il paese cambiò nome, per errore di trascrizione fu chiamato Uigliano, però il contado fu chiamato Giugliono, attestato dal fatto che il parroco di zona del 1630 si firmava "Matteo arciprete di Giuglioano".
Dopo l'Unità d'Italia, nel 1863, l'allora comune di Giugliano in provincia di Chieti cambiò denominazione, divenendo Giuliano Teatino, per distinguerlo dall'omonimo.

## Storia
Nel 1059 risulta possedimento della Diocesi di Chieti: la sua Pieve, infatti, è compresa nell'elenco dei privilegi confermati da Papa Niccolò II al nuovo Vescovo Teatino Attone.
Nel 1173 il paese fu feudo di Fiordano di Rivello. Nel 1279 Carlo D'Angiò donò Giuliano Teatino a Bertrando di Poget. Durante il regno di Ladislao I di Napoli fu di Carlo III di Durazzo, indi nel regno di Giovanna II di Napoli fu di Francesco De Ricciardi di Ortona. Nel 1421 Braccio da Montone venne alle armi contro la regina Giovanna portando i suoi possedimenti ali Orsini, però, nel 1425 Bartolomeo Di Riccardis, figlio di Francesco, ne rivendicò le terre perché facenti parte del suo patrimonio, così Giovanna ne riconobbe il diritto e il 2 giugno ne venne ordinata la restituzione. Nel 1440 il paese fu feudo della contea di Manoppello che era sotto il dominio degli Orsini cui rimase fino al 1507 quando Ferdinando II di Aragona donò la contea di Manoppello a Bartolomeo di Alviano così il paese fu donato per ricompensa a Giovanni di Leono insieme ad un assegno di trecento ducati annui.
Nel 1541 risulta feudatario Camillo Caracciolo, poi, nel 1550, con un provvedimento del Regio Consiglio Francesco di Palma acquistò per 7000 ducati il feudo di Giuliano Teatino, successivamente, nel 1586 il paese fu governato da Giovanni di Palma con titolo di barone, tuttavia, nel 1669 un altro Giovanni di Palma aveva in feudo il paese, infine nel 1802 il paese appartenne al duca Celaia di Canosa Sannita. Il 18 marzo 1843 una parte del paese si abbassò di 200 metri per un inghiottimento del terreno sottostante senza procurare vittime, ma il "centro storico" del paese stesso venne di fatto distrutto. Attualmente scarsamente abitato, a causa di una instabilità del terreno, conserva i ruderi del municipio e della vecchia chiesa.
Il centro nuovo si estende lungo una dorsale.

## Monumenti e luoghi d'interesse
L'antico paese di Giuliano si trovava più ad est del centro moderno, lungo via Piane e via Roma; dopo le frane ottocentesche, negli anni del '900 il livello della terra si abbassò ancora di più, e coi danni della seconda guerra mondiale, venne definitivamente abbandonato. Il paesetto si sviluppa lungo lo stradone, con case disposte rettangolarmente ai lati della via. Si conserva una cappella dedicata a San Rocco, con una targa molto semplice, dedicata ai Caduti della Grande Guerra, nonché una targa relativa alle sanzioni sulla Guerra d'Abissinia. La chiesa parrocchiale è franata, e restano ruderi di mura con archi.
Il nuovo centro è stato ricostruito nel secondo dopoguerra in una piana collinare, lontano dall'area franosa e si sviluppa attorno piazza Brigata D'Aqui, corso Italia, via Tratturo.
- La chiesa di Maria Ss.ma della Neve, situata in via Nevi, risale al XVIII-XIX secolo. La facciata è a capanna con due paraste ai lati che sorreggono in alto un timpano in cui vi è un orologio. Nell'angolo a destra della facciata vi è un piccolo campanile. Al centro della facciata vi è un portale sormontato da una finestra rettangolare incorniciata.[8]
- La chiesa madre di Maria Ss.ma Assunta e del Carmine. Nuova parrocchia del paese risorto di Giuliano fu dedicata alla Beata Vergine Maria Assunta,  ospitò la statua della distrutta chiesa della Madonna del Carmine,  acquisendo l'intitolazione completa. Si affaccia sulla piazza comunale, al centro di Giuliano,  realizzata negli anni '50 in stile misto,  tendente al neoromanico, con impianto rettangolare,  facciata piana, abside semicircolare,  interno a tre navate. La facciata è in laterizio tranne nella parte centrale ove vi è il portale ed un rosone. La facciata termina in un timpano spezzato al cui centro vi è un orologio. Il campanile è posto posteriormente, a torre.[9] È molto elevato,  termina con una piccola cuspide schiacciata, le finestre dei lati sono strette e rettangolari, la cella accoglie un concerto di 3 campane.
- Chiesa di San Rocco: nella contrada omonima,  esiste sia la chiesetta a cappella che la sala parrocchiale, presso la vecchia scuola della contrada.

## Società

### Evoluzione demografica
Abitanti censiti

### Cucina
I piatti tipici sono: Sagne e fagioli; Pizza Scimije; Pizza Post. Prodotto tipico: Taralli di Sant'Antonio.

## Sport
Ad oggi a Giuliano Teatino ci sono tre squadre di calcio:
- A.S.D. Giuliano Teatino 1947 (che esiste dall'estate 2012 e attualmente (marzo 2014) milita in seconda categoria)
- A.S.D. Amatori Julianum (che esiste dall'estate 2013 e attualmente (marzo 2014) milita in campionato Amatori Lanciano)
- A.S.D. Atletico Flacco 2013 (che esiste dall'estate 2013 e attualmente (marzo 2014) milita in terza categoria)

In passato ci sono state altre importanti società di calcio dilettantistico:
- fino al giugno 2011 c'era la Polisportiva Adriano Flacco che è esistita dagli inizi degli anni '80 fino al giugno 2011, e che ha militato anche in promozione con ottimi risultati.

- 'A.S.D. Atletico Flacco è esistita dal 2010 al 2013, anno in cui è stata sciolta dopo aver militato tre anni in terza categoria.

- A.S.D. Giuliano Af, esistita dal 2005 al 2008 e che ha vinto anche un campionato di terza categoria.

## Amministrazione
| Periodo         | Periodo        | Primo cittadino   | Partito                                                     | Carica                  | Note          |
| --------------- | -------------- | ----------------- | ----------------------------------------------------------- | ----------------------- | ------------- |
| 23 aprile 1995  | 9 gennaio 2001 | Pasquale Flacco   | Lista civica di Centro                                      | Sindaco                 | [ 11 ] [ 12 ] |
| 10 gennaio 2001 | 26 maggio 2002 |                   |                                                             | Commissario prefettizio | [ 13 ]        |
| 27 maggio 2002  | 6 maggio 2012  | Dora Di Ciano     | Lista civica di Centro (2002-2007) Lista civica (2007-2012) | Sindaco                 | [ 14 ] [ 15 ] |
| 7 maggio 2012   | in carica      | Nicola Andreacola | Lista civica Insieme per Giuliano Teatino                   | Sindaco                 | [ 1 ]         |